# 比秋格-马特廖诺夫卡农村居民点
比秋格-马特廖诺夫卡农村居民点（俄语：Битюг-Матрёновское сельское поселение）是俄罗斯联邦沃罗涅日州埃尔季利区所属的一个农村居民点。其下辖有3个居民点，行政中心为比秋格-马特廖诺夫卡。据2016年统计，该农村居民点的人口为839人。